# وولف إنجليرت
وولف إنجليرت (بالألمانية: Wolf Englert)‏ هو مصمم الإنتاج ورسام ألماني، ولد في 12 نوفمبر 1924 في أولم في ألمانيا، وتوفي في 22 مارس 1997 في غموندن في النمسا.

## وصلات خارجية
- وولف إنجليرت على موقع IMDb (الإنجليزية)
- وولف إنجليرت على موقع قاعدة بيانات الفيلم (الإنجليزية)